# 忘れられないの/モス
『忘れられないの/モス』（わすれられないの/モス）は、日本のロックバンド・サカナクションの13作目のシングル。2019年8月21日にNF Recordsよりリリースされた。

## 概要
前作「多分、風。」より2年10か月ぶりとなる本シングルは、アルバム『834.194』からのリカットシングルであると同時に、バンドとしては初となる8センチCDシングルである。両A面シングルとしては「さよならはエモーション/蓮の花」以来のリリースとなる。

## 背景とリリース
「忘れられないの」および「モス」は、1980年代の音楽・カルチャーに大きく影響を受けており、当時普及し始めていた8センチCDでのリリースに至った。パッケージも当時と同じ縦型の形状で、当時の流行にならい、両曲のカラオケバージョンも収録される。リミックスを除き、もともとボーカルが収録されている曲のオフヴォーカル版が収録されるのは、11thシングル「新宝島」以来となる。
当初、本シングルは、8センチCD用の部材や工場での生産数量の制約から、1万枚限定でのリリースの予定であった。しかし、リリースが発表されるとすぐに予約が殺到したため、生産体制の調整を行い、追加生産が行われることとなった。
「忘れられないの」は、ソフトバンクの「SoftBank Music Project」シリーズの第6弾として制作された楽曲であり、同社のテレビCM「速度制限マン」篇のテーマソングに使われているほか、ボーカルの山口一郎も出演している。
山口は、ソフトバンクとのコラボレーションの印象について「プランナーさんや監督さんと映像の内容から一緒に考えて作り上げられたので、そういったケースは珍しいし、非常にやりやすかったです。いいものを作りたいという強い気持ちが伝わってきたのでいい会社なんだな、と思いました」と、インタビューで話している。
「モス」は、フジテレビ系列木曜劇場『ルパンの娘』主題歌となったほか『櫻井・有吉 THE夜会』（2024年10月のリニューアル以降から）、『クイズ!オンリー1』（いずれもTBSテレビ）のテーマソングとして、ラジオ番組では『水溜りボンドのオールナイトニッポン0 (ZERO)』（ニッポン放送）のテーマ曲や『金村義明のええかげんにせえ〜!』（MBSラジオ）のジングルとしても使用された。さらに、プロ野球・中日ドラゴンズの根尾昂が、自身の登場曲として使用している。

## 音楽性と歌詞
「忘れられないの」および「モス」はいずれも、1980年代の音楽・カルチャーに大きく影響を受けた作風となっている。
「忘れられないの」について山口は、松任谷由実との出会いに触発されて、楽曲を制作した、とラジオ番組『サカナLOCKS!』で明らかにしており、AORをはじめとする80年代の音楽と現代の音楽を組み合わせて制作したと語っている。
楽曲の歌詞は、上京をテーマとしており、山口は「150パターンもの歌詞を書いた中で、115番目に選ばれた歌詞となっています」と、CMに出演した広瀬すずとの対談との中で振り返っている。
「モス」について、山口は外部に向けて発信するために作曲したと『サカナLOCKS!』で明かしている。本楽曲は、彼らの青春時代に影響を与えたC-C-Bやトーキング・ヘッズと山本リンダを合わせたらどうなるのかという実験作でもあり、結果としてイントロのフレーズが「狙いうち」のようになってしまった、と山口は振り返っている。また、山口は楽曲に影響を与えたバンドとして、クラクソンズやブロックパーティーといったイギリスのインディー・ロックを挙げている。
ライターの青木優は、ラジオにおける山口の発言を分析し、イントロやファルセットのきいたコーラスが、C-C-Bの影響を受けているのではないかと推測し、躍動するリズムに合わせて繰り返されるフレーズは、トーキング・ヘッズの「ワンス・イン・ア・ライフタイム」から間接的に影響を受けているのではないかとみている。
また、青木はビートや鋭いギターサウンドは、UKインディーシーンからの影響ではないかと推測している。一方で、青木は山口がラジオで言及しなかった部分についても推測しており、本楽曲のフレーズは、クイーンの「バック・チャット」や、田原俊彦の「シャワーな気分」を思わせるとしている。
「モス」は、当初「皆が好むものではなく、自分の中にある本当に好きなもの」という意味から「マイノリティ」というタイトルを付けられたものの、社会的少数者など別の意味にもとれてしまうことから、蛾を意味する「モス」というタイトルに変更された。

## 収録曲
| #         | タイトル                      | 作詞      | 作曲      | 編曲           | 録音・ミックス               | 時間  |
| --------- | ----------------------------- | --------- | --------- | -------------- | ---------------------------- | ----- |
| 1.        | 「忘れられないの」            | 山口一郎  | 山口一郎  | サカナクション | 浦本雅史                     | 4:00  |
| 2.        | 「モス」                      | 山口一郎  | 山口一郎  | サカナクション | 浦本雅史・吉井雅之(録音のみ) | 4:06  |
| 3.        | 「忘れられないの (カラオケ)」 |           | 山口一郎  | サカナクション | 浦本雅史                     | 4:00  |
| 4.        | 「モス (カラオケ)」           |           | 山口一郎  | サカナクション | 浦本雅史・吉井雅之(録音のみ) | 4:01  |
| 合計時間: | 合計時間:                     | 合計時間: | 合計時間: | 合計時間:      | 合計時間:                    | 16:07 |

## 解禁日と発売日一覧
| 国・地域 | 発売/発信元                                         | 発売日/解禁日 | 規格                                                                                   | 規格品番/リクエストナンバー/備考               |
| -------- | --------------------------------------------------- | ------------- | -------------------------------------------------------------------------------------- | ---------------------------------------------- |
| 日本     | ソフトバンク                                        | 2019年3月23日 | テレビCM テレビCM「速度制限マン」編                                                    | N/A                                            |
| 日本     | JFN・TOKYO FM 『SCHOOL OF LOCK!』                   | 2019年5月24日 | ラジオ・プレミア 忘れられないの（フル尺）                                              | N/A                                            |
| 日本     | JFN・TOKYO FM 『SCHOOL OF LOCK!』                   | 2019年6月14日 | ラジオ・プレミア モス（フル尺）                                                        | O.A.は2019年のサラウンドツアー最終公演の直後。 |
| 日本     | NFRecords（Victor Entertainment）                   | 2019年6月19日 | アルバム - 2CD+Blu-ray（完全生産限定版A） - 2CD+DVD（完全生産限定版B） - 2CD（通常盤） | - VIZL–1590 - VIZL-1591 - VICL-65194           |
| 世界     | NFRecords（Victor Entertainment）                   | 2019年6月19日 | デジタル・ダウンロード                                                                 | N/A                                            |
| 日本     | NFRecords（Victor Entertainment）                   | 2019年6月21日 | ミュージックビデオ 忘れられないの                                                      | N/A                                            |
| 日本     | NFRecords（Victor Entertainment）                   | 2019年7月6日  | レンタルCD                                                                             | VICL-65194                                     |
| 日本     | NFRecords（Victor Entertainment）                   | 2019年7月11日 | ミュージックビデオ モス                                                                | N/A                                            |
| 日本     | NFRecords（Victor Entertainment） Drop Block Studio | 2019年8月9日  | ミュージックビデオ 忘れられないの（Drop Block Studio Cover Version）                   | N/A                                            |
| 日本     | NFRecords（Victor Entertainment）                   | 2019年8月21日 | 8cmCDシングル                                                                          | VIDL-30565                                     |

## ミュージックビデオ、およびパフォーマンス
「忘れられないの」のミュージックビデオは、これまでと同様に田中裕介が監督を務めた。楽曲同様、ミュージックビデオも1980年代をオマージュしており、歌番組のようなセットを背景に、白いソフトスーツにサングラスという出で立ちの山口がパフォーマンスをする内容となっているほか、ビデオカメラも古いタイプのものが使われている。
ミュージックビデオには、テレビCMで速度制限マンを演じた嶋田久作も出演している。青木は、ミュージックビデオにおける嶋田について、トーキング・ヘッズのコンサート映画『ストップ・メイキング・センス』における、デヴィッド・バーンを意識したのではないかと推測している。
「モス」のミュージックビデオは「蛾」にちなんで繭から人が這い出るものとなっている。2019年6月21日に『ミュージックステーション』（テレビ朝日系）に出演した際は、ミュージックビデオの内容を再現するパフォーマンスが行われた。

## クレジット

### レコーディング
アルバム『834.194』のライナーノーツによる
忘れられないの
Cooperative Synthesizer & Percussion Arrangement - 青山翔太郎
ヴァイオリン - 山本理紗、須原杏
ヴィオラ - 村田泰子
チェロ - 遠藤益民
モス
Cooperative Synthesizer & Percussion Arrangement - 青山翔太郎
パーカッション - 出田寿一
トランペット - タブゾンビ
テナー & バリトンサクソフォーン - 栗原健
トロンボーン - 滝本尚史
- Record & Mixed - Aobadai Studio & Soi Studio
- Assistant Engineer - Masayuki Yoshii（Aobadai Studio）, Tetsuro Sawamoto（Aobadai Studio）, Miyuki Nakamura（Aobadai Studio）, Konoka Munekata（Aobadai Studio）
- Instrumental Technician - Ryoji Tamura（MOBY DICK）, KazuyaTakeda（MOBY DICK）, Kentaro Seki（TEAM ACTIVE）
- Drum Technician - Yoshio Arimatsu
- Mastered - Kotaro Kojima（FLAIR）

### ミュージックビデオのクレジット
ミュージックビデオ公開ページによる。
｢忘れられないの｣
- キャスト - サカナクション、岡本ゆい、栗林藍希、Amy、花梨、エモン久瑠美、矢野崇人、ビリー、鏑木信三、児島亜美、佐藤弘将、黒谷寛子、嶋田久作
- 監督&プロデューサー - 田中裕介
- 撮影 - 奥口睦（Tsuji Management）
- 1st アシスタント・カメラ - 清水絵里加
- 照明監督 - 坂田覚
- 技師 - 鈴木秀崇
- Key Grip - 中西保（OF-inc）
- 撮影備品 - 株式会社テレビアルファ
- DIT - 大山泰斗（Progressive）
- プロダクション・デザイナー - 枝広淳良（エダヒロ）
- 振付 - 振付稼業air:man
- スタイリスト - 三田真一（KiKi）
- ヘア&メイクアップ - 根本亜沙美、佐伯憂香
- キャスティング - 中村裕之（bepop）
- オフライン編集 - 田中裕介（Caviar）
- オンライン編集 - 水野正毅（Khaki）
- CG&VFX - 笹井孝悦（Caviar）
- スタジオ - 角川大映スタジオ
- プロデューサー - 前田博隆（前田屋）、阿部航（Tape）
- プロダクション・マネージャー - 村上健人、中村ミサ（Caviar）
- プロダクション - 前田屋
- スペシャル・サンクス - 片山正通、久下秋穂、武蔵野美術大学、阿部恭毅、青葉台スタジオ、飯田海斗、種橋由夏、遠藤真帆、檜山永梨香、入野恵、宇川萌、佐古修平

モス
- キャスト - 井手上漠
- 監督 - 山口保幸
- 撮影監督 - 山田真也
- 照明監督 - 海道元（Office Doing）
- アートデザイナー - 森井耕作
- 美術 - 米澤初美（ちから美術）
- ヘア&メイクアップ - 根本亜沙美
- プロデューサー - 野村英之（Tokyo No.1 Entertainment Inc.）
- アシスタント・プロデューサー - 中川愛美（Tokyo No.1 Entertainment Inc.）
- プロダクション・マネージャー - 白澤優、岸本拓之（Tokyo No.1 Entertainment Inc.）
- プロダクション・アシスタント - 白井達也（Tokyo No.1 Entertainment Inc.）、堀口実来、塙拓也